# Anoteropsis canescens
Anoteropsis canescens är en spindelart som först beskrevs av Goyen 1887.  Anoteropsis canescens ingår i släktet Anoteropsis och familjen vargspindlar. Inga underarter finns listade i Catalogue of Life.